# Perturbační teorie
Perturbační teorie je souhrn metod v matematice a aplikované matematice pro hledání aproximací řešení problému vycházejících z přesného řešení podobného, ale jednoduššího problému. Kritickým rysem této techniky je prostřední krok, ve kterém se problém rozkládá na „řešitelnou“ a „perturbační“ složku. Řešení je v perturbační teorii vyjádřeno mocninnou řadou malého parametru {\displaystyle \varepsilon }. První člen je známé řešení jednoduššího řešitelného problému. Další členy řady s vyššími mocninami {\displaystyle \varepsilon } se obvykle zmenšují. Přibližné 'perturbační řešení' získáme zkrácením řady, obvykle použitím pouze prvních dvou členů, řešení známého problému a opravy odchylky 'prvního řádu'.
Perturbační teorie se používá v celé řadě oborů a své nejkomplikovanější a nejpokročilejší podoby dosahuje v kvantové teorii pole. Článek perturbační teorie (kvantová mechanika) popisuje použití této metody v kvantové mechanice. Tento směr je obecně nadále aktivně a v různých oborech je intenzivně zkoumán.

## Popis
Perturbační teorie rozvíjí výraz pro požadované řešení pomocí formální mocninné řady známé jako perturbační řada s nějakým „malým“ parametrem, který kvantifikuje odchylku od přesně řešitelného problému. První člen této mocninné řady je řešením přesně řešitelného problému, zatímco další členy popisují odchylky od řešení způsobené odchylkami od počátečního problému. Aproximaci úplného řešení A lze formálně zapsat řadou s malým parametrem (zde označeným ε) ve tvaru:
{\displaystyle A=A_{0}+\varepsilon ^{1}A_{1}+\varepsilon ^{2}A_{2}+\cdots }
V toto příkladu je A0 známé řešení přesně řešitelného počátečního problému a A1, A2, ... reprezentují členy prvního řádu, druhého řádu a vyššího řádu, které je možné najít iterativně mechanistickým postupem. Pro malá ε se tyto členy vyššího řádu v řadě obvykle (ale ne vždy) postupně zmenšují. Přibližné „perturbační řešení“ získáme zkrácením řady, často použitím pouze prvních dvou členů, kdy je řešení vyjádřeno jako součet počátečního (přesného) řešení a perturbační opravy „prvního řádu“:
{\displaystyle A\approx A_{0}+\varepsilon A_{1}\quad \left(\varepsilon \to 0\right)}
Někteří autoři používají Landauovu notaci pro vyjádření řádu chyby přibližného řešení: {\displaystyle A=A_{0}+\varepsilon A_{1}+O\left(\varepsilon ^{2}\right)}.
Pokud mocninná řada v ε konverguje s nenulovým poloměrem konvergence, perturbační problém se nazývá regulární perturbační problém. Pro regulární perturbační problémy se asymptotické řešení hladce blíží k přesnému řešení. Perturbační řada však může také divergovat, a zkrácená řada může být stále dobrou aproximací skutečného řešení, pokud je zkrácena v bodě, v nichž její prvky jsou minimální. Toto se nazývá asymptotická řada. Pokud perturbační řada diverguje nebo není mocninnou řadou (např. pokud asymptotický rozvoj je tvořen neceločíselnými mocninami {\displaystyle \varepsilon ^{1/2}} nebo zápornými mocninami {\displaystyle \varepsilon ^{-2}}), pak se perturbační problém nazývá singulární perturbační problém. Pro analýzu singulárních perturbačních problémů bylo v perturbační teorii vyvinuto mnoho speciálních technik.

## Prototypický příklad
Prvním použitím toho, co nyní nazýváme perturbační teorie, bylo řešení jinak neřešitelných matematických problémů nebeské mechaniky: například oběžné dráhy Měsíce, jehož pohyb se výrazně odlišuje od jednoduchých Keplerovských elips kvůli soupeřící gravitaci Země a Slunce.
Perturbační metody vycházejí ze zjednodušeného tvaru původního problému, který je dostatečně jednoduchý, aby mohl být vyřešen přesně. V nebeské mechanice se obvykle jedná o Keplerovskou elipsu. Podle Newtonových gravitačních zákonů je elipsa přesně vyhovuje, když existují pouze dvě hmotná tělesa (např. Země a Měsíc) ale není zcela správná, pokud existuje tři nebo více objektů (např. Země, Měsíc, Slunce a zbytek Sluneční soustavy), nebo když gravitační interakce je uvedeny použití formulace z obecné teorie relativity.

## Perturbační rozvoj
Pokud máme v paměti výše uvedený příklad, následujeme obecný postup, jak získat perturbační řadu. Perturbační rozvoj se vytváří postupným přidáváním následující oprav ke zjednodušenému problému. Opravy se získávají vynucením konzistence mezi neperturbovaným řešením a rovnicemi popisujícími celý systém. Tuto sadu rovnic označíme {\displaystyle D}; to znamená, že {\displaystyle D} označuje problém, který má být vyřešen. Písmeno „D“, se používá, protože často jde o diferenciální rovnice.
Tento postup je obecně mechanický, i když pracný. Rovnice {\displaystyle D} se zapíšou tak, že jsou rozděleny na dvě části: sadu rovnic {\displaystyle D_{0}}, které lze vyřešit přesně, a zbývající část {\displaystyle \varepsilon D_{1}} pro nějaké malé {\displaystyle \varepsilon \ll 1}. Řešení {\displaystyle A_{0}} (části {\displaystyle D_{0}}) je známé, takže hledáme obecné řešení {\displaystyle A} rovnice {\displaystyle D=D_{0}+\varepsilon D_{1}}.
Následně se aproximace {\displaystyle A\approx A_{0}+\varepsilon A_{1}} dosadí do {\displaystyle \varepsilon D_{1}}. Dostaneme rovnici pro {\displaystyle A_{1}}, kterou lze v obecném případě zapsat v uzavřeném tvaru jako sumu integrálů nad {\displaystyle A_{0}}. Tím jsme získali opravu prvního řádu {\displaystyle A_{1}}, a tedy {\displaystyle A\approx A_{0}+\varepsilon A_{1}} je dobrou aproximací {\displaystyle A}. Je to dobrá aproximace, protože zanedbané složky byly velikosti {\displaystyle \varepsilon ^{2}}. Proces je možné opakovat, čímž získáme opravy {\displaystyle A_{2}}, atd.
V praxi se tento proces rychle rozrůstá do velkého množství členů, které je extrémně obtížné zvládnout ručně. Isaac Newton údajně řekl, že problém týkající se oběžné dráhy Měsíce mu způsobuje bolesti hlavy. Tato nezvladatelnost si vynutila rozvinutí perturbační teorie do vysokého umění zapisování a zpracování těchto členů vyššího řádu. Jedním ze základních průlomů pro zvládání expanze jsou Feynmanovy diagramy, které umožňují zapisovat perturbační řady pomocí diagramů.

## Příklady
Perturbační teorie byla používána ve velkém počtu různých případů ve fyzice a užité matematice. Příklady „kolekce rovnic“ {\displaystyle D} zahrnuje algebraické rovnice,
diferenciální rovnice (například pohybové rovnice
a obvykle vlnová rovnice), termodynamická volná energie ve statistické mechanice, zářivý přenos, a Hamiltonovy operátory v kvantové mechanice.
K příkladům druhů řešení, které byly nalezeny perturbativně, patří řešení pohybových rovnic (například Trajektorie částice), statistický průměrný některých fyzikálních veličin (například střední magnetizace), základní stav energie kvantově–mechanického problému.
K přesně řešitelným problémům, které lze použít jako počáteční řešení, patří lineární rovnice, včetně lineární rovnice pohybu (harmonický oscilátor, lineární vlnová rovnice), statistické nebo kvantově mechanické systémy nekomunikujících částic (nebo obecně, Hamiltoniány nebo volná energiích obsahující pouze kvadratické členy ve všech stupních volnosti).
K systémům, které lze řešit pomocí odchylek, patří systémy s nelineární přínosy k pohybovým rovnicím, interakce mezi částicemi, členy vyšších mocnin v Hamiltoniánu pro volnou energii.
U fyzikálních problémů obsahujících interakce mezi částicemi, mohou být členy perturbační řady zobrazeny (a ovládány) pomoci Feynmanových diagramů.

## Historie
Perturbační teorie byla poprvé použita pro řešení jinak neřešitelných problémů při výpočtu pohybů planet ve sluneční soustavě. Newtonův gravitační zákon vysvětluje působení gravitace mezi dvěma nebeskými tělesy, pokud se však přidá třetí těleso, vznikne otázka „Jak každé těleso působí na ostatní?“ Newtonova rovnice umožňovala analyzovat pouze problém dvou těles. Rostoucí přesnost astronomických pozorování vedla k postupnému zvyšování požadavků na přesnost řešení Newtonovy gravitační rovnice, což vedlo několik významných matematiků 18. a 19. století, např. Lagrange a Laplace, k rozšíření a zobecnění metod perturbační teorie.
Tyto dobře vyvinuté perturbační metody byly převzaty a upraveny pro řešení nových problémů, které se objevují při vývoji kvantové mechaniky ve 20. století atomové a subatomové fyziky. Paul Dirac vyvinul kvantovou perturbační teorii v roce 1927 pro vyhodnocování, kdy budou radioaktivní prvky emitovat částici. Toto byl později pojmenovaný Fermiho zlaté pravidlo. Perturbační teorie je v kvantové mechanice docela dostupná, protože kvantová notace umožňuje zapisovat výrazy v kompaktním tvaru, díky čemuž je snazší jim porozumět. To mělo za následek explozi aplikací, od Zeemanova jevu k hyperjemnému rozdělení v atomu vodíku.
Bez ohledu na jednodušší notaci se perturbační teorie aplikovaná na kvantovou teorii pole stále snadno vymyká kontrole. Richard Feynman vyvinut proslulé Feynmanovy diagramy na základě pozorování, že mnoho výrazů se pravidelně opakuje. Tyto výrazy lze nahradit tečkami, čarami, čtverečky a podobnými značkami, které zastupují jednotlivé členy, jmenovatel, integrál, apod.; složité integrály tak lze zapsat jednoduchými diagramy bez jakýchkoli nejednoznačností, co znamenají. Sílu digramům dává jednoznačná korespondence mezi diagramy a určitými integrály. Ukazuje se, že použití digramů vyvinutých původně pro kvantovou teorii pole je široce použitelné pro všechny perturbační řady (i když ne vždy tak užitečné).
Když se ve druhé polovině 20. století rozvíjela teorie chaosu, ukázalo se, že neperturbované systémy byly obecně úplně integrovatelné, zatímco perturbované systémy ne. Toto rychle vedlo ke studiu „téměř integrovatelných systémů“, jejichž kanonickým příkladem je KAM torus. Současně se také zjistilo, že mnoho (spíše speciálních) nelineárních systémů, které byly dříve dosažitelné pouze použitím perturbační teorie, je vlastně úplně integrovatelných. Tento objev byl velmi významný, protože umožňoval nalezení přesného řešení. To naopak pomohlo vyjasnit význam perturbačních řad, protože bylo možné porovnat výsledky dosažené použitím řad s přesným řešením.
Lepší chápání dynamických systémů vzešlé z teorie chaosu pomohlo osvětlit problém malého jmenovatele nebo problém malého dělitele, který pozoroval již v 19. století Henri Poincaré, a je možné, že nebyl první), že členy 2. a vyššího řádu v perturbační řadě někdy mají „malé jmenovatele“. Tj. mají obecný tvar {\displaystyle \psi _{n}V\phi _{m}/(\omega _{n}-\omega _{m}),} kde {\displaystyle \psi _{n}}, {\displaystyle V} a {\displaystyle \phi _{m}} jsou některé složité výrazy příslušné k řešenému problému, a {\displaystyle \omega _{n}} a {\displaystyle \omega _{m}} jsou reálná čísla; velmi často to jsou energie vlastních módů. Problém malého dělitele se objevuje, když je rozdíl {\displaystyle \omega _{n}-\omega _{m}} malý, což způsobuje, že perturbační oprava se zvětšuje, takže se může stát stejně velkou nebo i větší než člen nultého řádu. Tato situace signalizuje selhání perturbační teorie: v tomto okamžiku přestává fungovat, a již ji nelze dále rozšiřovat nebo sčítat. Formálně je perturbační řada asymptotickým rozvojem: je užitečnou aproximací pro několik členů, ale stále ne zcela přesnou. Průlomem, který přišel z teorie chaosu, bylo vysvětlení proč se to děje: malí dělitelé se objevují vždy, když je perturbační teorie aplikována na chaotický systém. Jedno signalizuje přítomnost druhého.

### Počátky při studiu pohybu planet
Protože vzájemné vzdálenosti planet jsou velmi velké a jejich hmotnost je v porovnání s hmotností Slunce malá, lze v prvním přiblížení zanedbat gravitační síly mezi planetami, a předpokládat, že se planety pohybují po keplerovských oběžných drahách definovanými rovnicemi problému dvou těles, v nichž se pracuje jen se Sluncem a jednou planetou.
Jak se zpřesňovala astronomická data, ukázalo se, že je nutné vzít v úvahu, jak je pohyb planet kolem Slunce ovlivňován jinými planetami. Počátek problému tří těles bylo studium systému Měsíc–Země–Slunce, při kterém byl poměr hmotností Měsíce a Země zvolen jako malý parametr. Lagrange a Laplace jako první přišli s přístupem, že konstanty, které popisují pohyb planet okolo Slunce, jsou „perturbovány“ pohybem jiných planet a mění se jako funkce času; odtud získala „perturbační teorie“ své jméno.
Perturbační teorii rozvinuli klasičtí vědci, Pierre-Simon Laplace, Siméon Denis Poisson, Carl Friedrich Gauss do takové přesnosti, že na základě odchylek pohybu planety Uran objevil v roce 1848 Urbain Le Verrier Objev planety Neptun (Le Verrier poslal souřadnice Johannu Gottfriedovi Gallemu, který svým dalekohledem objevil Neptun), což byl velký triumf perturbační teorie.

## Perturbační řády
Obvyklé rozdělení perturbační teorie je daná řádem, do kterého se perturbace provádějí: perturbační teorie prvního řádu nebo perturbační teorie druhého řádu, a zda perturbované stavy jsou degenerované, což vyžaduje singulární perturbace. V singulárním případě je třeba pracovat velmi obezřetně, a teorie je poněkud komplikovanější.

## Použití v chemii
Mnoho ab initio metod kvantové chemie používá perturbační teorii přímo nebo využívá blízce příbuzné metody. Implicitní perturbační teorie pracuje od úplného začátku s úplným Hamiltoniánem a nikdy neudává perturbační operátor jako takový. Møllerova-Plessetova perturbační teorie používá rozdíl mezi Hartreeho-Fockovým Hamiltoniánem a přesným nerelativistickým Hamiltoniánem jako perturbaci. Energie nultého řádu je suma orbitálních energií. Energie prvního řádu je Hartreeova-Fockova energie a do druhého nebo vyššího řádu je zahrnuta elektronová korelace. V chemii jsou výpočty druhého, třetího nebo čtvrtého řádu velmi časté a kód je zahrnut ve většině ab initio programů pro kvantovou chemii. Podobnou, ale přesnější metodou je metoda vázaných klastrů.